# Stuart McDonald (chính khách Scotland)
Stuart Campbell McDonald (sinh ngày 2 tháng 5 năm 1978) là một chính khách Đảng Quốc gia Scotland. Ông là Nghị sĩ Quốc hội (MP) cho khu vực bầu cử Cumbernauld, Kilsyth and Kirkintilloch East kể từ năm 2015. Ông là Người phát ngôn SNP về Di trú, Tị nạn và Kiểm soát Biên giới và là thành viên Ủy ban Lựa chọn Nội vụ của Hạ viện.
Ông được bầu lần đầu tiên tại tổng tuyển cử vào tháng 5 năm 2015, MP Lao động đương nhiệm và Bộ trưởng Bóng tối Bộ Trợ cấp, Gregg McClymont. McDonald là MP SNP đầu tiên đại diện cho khu vực Cumbernauld, Kilsyth và Kirkintilloch East, bao gồm một phần của khu vực hội đồng Bắc Lanarkshire và East Dunbartonshire.

## Thành viên của Quốc hội (2015–nay)
McDonald đã chính thức được chọn không phải là ứng cử viên SNP, vào tháng 12 năm 2014, cho khu vực bầu cử mà ông đã mô tả là "bản vá nhà" của mình. Ông tiếp tục giành được Cumbernauld, Kilsyth và Kirkintilloch East trong cuộc bầu cử Quốc hội Vương quốc Anh năm 2015 với 59,9% phiếu bầu, và đa số là 14.752.
Sau cuộc bầu cử của mình, McDonald đã trở thành Người phát ngôn của SNP về Di trú, Tị nạn và Kiểm soát Biên giới, dựa trên kinh nghiệm trước đây của mình là một luật sư di trú.
McDonald là người đồng tính vào ngày 19 tháng 5 năm 2015, đã tập hợp với các nghị sĩ SNP LGBT khác, bao gồm cả tên thân cận  Stewart McDonald, để tranh cử cho một cuộc bỏ phiếu Có trong cuộc trưng cầu dân ý về hôn nhân đồng giới Ireland, được tổ chức 3 ngày sau đó.